# Pheidole rehi
Pheidole rehi är en myrart som beskrevs av Auguste-Henri Forel 1900. Pheidole rehi ingår i släktet Pheidole och familjen myror. Inga underarter finns listade i Catalogue of Life.